# Pedro Opazo
Pedro Opaso Letelier (Talca, 20 luglio 1876 – Santiago del Cile, 9 aprile 1957) è stato un politico liberaldemocratico cileno.
Fu vicepresidente del Cile per meno di un giorno, dal 26 al 27 luglio 1931.

## Biografia
È nato a Talca da Ursicino Opaso e Margarita Letelier. 
Compie gli studi nella sua città natale e poi frequenta l'Universidad de Chile, dove diventa medico. Iniziò la sua carriera politica come primo sindaco della città di Río Claro. Nel 1920 Opaso fu nominato ministro in diverse occasioni come rappresentante del Partito Democratico Liberale. Fu eletto deputato per Curicó (1921-1924) e senatore per Talca (1924-1930) e Talca, Linares e Curicó (1930-1932).
Al caduta del presidente Carlos Ibáñez del Campo, il 26 luglio 1931, era presidente del Senato. Come richiesto dalla Costituzione del 1925, assunse la carica di vicepresidente, ovvero di Presidente facente funzioni. Durante la notte, Opazo preparò la lista dei suoi ministri, chiamando in particolare il radicale Juan Esteban Montero agli Interni e Pedro Blanquier alle Finanze. I ministri giunsero la mattina del 27 luglio, e con un decreto Opazo cedette il mandato a Montero.
Di fatto, occupò la carica per meno di 24 ore, e la velocità con cui se ne liberò gli valse da parte della rivista satirica Topaze il soprannome di el Pasador, che lo accompagnò per tutta la vita.
Dopo la sua brevissima amministrazione, fu eletto senatore per Curicó, Talca, Maule e Linares (1933-1949) e nuovamente presidente del Senato nel 1944. 
Morì a Santiago del Cile nel 1957.